# ريان هاررو
ريان هاررو (بالإنجليزية: Ryan Harrow)‏ مواليد 22 أبريل 1991 في فورت لاودردال، هو لاعب كرة سلة أمريكي. بدأ مسيرته الاحترافية في سنة 2015. يلعب مع روسا رادوم في الدوري البولندي لكرة السلة كلاعب هجوم خلفي. يحمل الرقم 55. يبلغ طوله 6 قدم 2 بوصة (1.9 م). لعب مع فيكتوريا يبرتاس.

## روابط خارجية
- ريان هاررو على موقع كرة السلة الأوروبية.كوم (الإنجليزية)
- ريان هاررو على موقع كلية كرة السلة في سبورتس رفرنس.كوم (الإنجليزية)
- ريان هاررو على موقع ريلجم (الإنجليزية)
- ريان هاررو على موقع بروبوليرز (الإنجليزية)
- ريان هاررو على موقع سبورتس رفرنس (الإنجليزية)